# Individuum
Ein Individuum (lateinisch individuum ‚Unteilbares‘, ‚Einzelding‘) ist ein Ding, eine Entität oder einzelnes Seiendes, insofern es von Gegenständen klar unterschieden werden kann, d. h. wenn Identitätskriterien angegeben werden können.
Der Ausdruck „Individuum“ wird insbesondere auf Menschen angewendet, um sie als moralische Subjekte, d. h. als Träger von Rechten, Verantwortungen und Pflichten zu kennzeichnen. In diesem Sinn wird statt von „Individuen“ auch von „Personen“ geredet. Bei Personen werden zudem individuelle Eigenschaften, Interessen und Besonderheiten von denen der Bevölkerungsgruppe (Gemeinschaft, Gesellschaft, Kollektiv) der sie entstammen, abgegrenzt und als subjektive Elemente der Persönlichkeit der Individualität zugerechnet.

## Ideengeschichte
Einer der Ersten, der explizit und mit dem Anspruch begrifflicher Klärung in der europäischen Geistesgeschichte das Verhältnis von Individuum und Gemeinschaft thematisiert hat, war Aristoteles, der in seiner Politik den Menschen als zoon politikon, also als Gemeinschaftslebewesen, bezeichnete. Demgegenüber steht die Privatperson, bezeichnet als idiotes. In neuerer Zeit war es Jean-Jacques Rousseau, der das Thema durch seine Unterscheidung von Willen aller (aller Individuen) einerseits und allgemeinem Willen (Willen der Gemeinschaft) andererseits neu behandelte. Die klare Formulierung einer Kluft zwischen den Interessen der Einzelnen und den systematischen Interessen einer Organisation, die wiederum bestimmte Interessen der Einzelnen bedient, ist aber seitdem vor allem ein Thema der Ökonomie geworden. Insbesondere die Spieltheorie untersucht die daraus resultierenden Konflikte und Interessenbalancen, siehe z. B. das Trittbrettfahrerproblem.
In der liberalen Wirtschaftstheorie im Anschluss an Adam Smith wird hingegen – ganz im Gegensatz zur Aussage von Rousseau und Adam Smith selbst – davon ausgegangen, dass die Summe der Einzelegoismen automatisch „zum größtmöglichen Glück der größten Zahl“ führen kann (Jeremy Bentham). Der Staat solle seine Aktivitäten auf wenige Ausnahmen – die Gewährleistung der äußeren und inneren Sicherheit – beschränken, was polemisch häufig als Idee vom Nachtwächterstaat bezeichnet wurde.
Die Bedeutung des Individuums schwankt in der Geistesgeschichte kulturrelativ sehr stark. Die Moderne, die heute die Westliche Welt bestimmt, betont das Individuum im historischen wie auch im interkulturellen Vergleich sehr stark. Diese starke Betonung des Individuums wird auch Individualismus genannt und steht im Gegensatz zum Kollektivismus.
Die geistesgeschichtliche Streitfrage ist die nach der Bedeutung und Autonomie des Einzelnen im Vergleich zu der Gemeinschaft, in der er lebt. In neuerer Zeit wurde dies in den Extrempositionen von Max Stirner (Der Einzige und sein Eigentum) und dem Nationalsozialismus („Du bist nichts, Dein Volk ist alles“) besonders deutlich. Dem Individualismus kommen Gedankensysteme wie der Anarchismus oder der Liberalismus sehr entgegen. Die Gegenpositionen zum Individualismus nehmen besonders sozialistische Systeme ein. Es gibt allerdings Ausnahmen von dieser groben Orientierung. So betont etwa der Liberale Max Weber das Volk als hohen Wert, während es Sozialisten gibt, die eine Gesellschaftsordnung anstreben, in der der Einzelne ohne gesellschaftliche Bindung leben kann.
Die Abhängigkeit der Moral und Ethik von der Gesellschaft hat der Soziologe Émile Durkheim herausgearbeitet. Ihm zufolge gibt es Moral überhaupt erst durch das Kollektiv. Das Individuum an sich kennt keine Moral. Nach Durkheim sind so auch Verbrechen nichts als ein Verstoß gegen „kollektive Gefühle“.

## Fachwissenschaften
- Die Soziologie befasst sich mit der Einbindung des Individuums in die Gesellschaft.
- Die Philosophie behandelt das Thema Individuum und Gemeinschaft im weitesten Sinne. Spezialgebiete wie Anthropologie und politische Wissenschaften greifen Einzelbereiche des Individuums heraus. Von Ralf Dahrendorf stammt der Begriff des Homo sociologicus, der das Individuum als gesellschaftlich verortetes Wesen beschreibt.
- Die Sozialpsychologie befasst sich mit Interaktionen zwischen dem Individuum mit seinem sozialen Umfeld.
- Die Verhaltensforschung befasst sich mit den genetischen Bedingungen von Individuum und Gruppe.
- Die Rechtswissenschaften behandeln die Normen, die eine Gesellschaft (der Staat) den einzelnen Individuen gibt und bestimmt das Verhältnis zwischen den individuellen und den kollektiven Interessen. Siehe auch Homo juridicus.
- In der Biologie sind Individuen Einzellebewesen einer Art.
- Die Theologie nimmt sich des Verhältnisses des Einzelmenschen zu Gott an und thematisiert die Moral.
- Die Forschungen über künstliche Intelligenz zielen sowohl auf eine fassbare Definition des Begriffs „Individuum“ als auch auf eine Konstruktion davon.
- In der Spieltheorie kann das Individuum als ein Spieler in der Masse, dem n-Personen-Spiel, beschrieben werden, der seine Interessen egoistisch verfolgt.
- In der Wirtschaftswissenschaft wird das Individuum oft durch das Modell des Homo oeconomicus vertreten.

## Systemtheorie
Im Prinzip ist jedes materielle System als Individuum anzusehen, da es über Eigenschaften (d. h. Systemeigenschaften) verfügt, die keines seiner Elemente losgelöst von den anderen Elementen des Systems besitzt und in dieser spezifischen Ausprägung infolge seiner Herausbildung in einer konkreten spezifischen Umwelt auch kein anderes System. Demnach wäre Wasser ein Individuum im Sinne der Systemtheorie, da es andere Eigenschaften als seine Teile, die Wassermoleküle, hat.
Als Individuum grenzt sich jedes lebende System (lebendes System) raumzeitlich und qualitativ von seiner Umwelt ab, mit der es in Wechselwirkung steht.
Daraus ergibt sich die relative Selbständigkeit des Individuums, die Fähigkeit zu eigener Entwicklung aufgrund innewohnender Triebkräfte, zu ihm eigentümlichen Bewegungen und Reaktionen auf Einwirkungen aus der Umwelt. Das Gesetz actio = reactio der Mechanik gilt bei lebenden Systemen nicht. Eine Aktion der Umwelt kann von jedem lebenden System individuell unterschiedlich beantwortet werden.

## Individuation und Integration
Der Grad der relativen Selbständigkeit, Besonderheit und Eigentümlichkeit (Individuation) wird auch der Grad der Individualität bezeichnet. Der Grad der Individualität jedes Systems ist abhängig von dem des übergeordneten umfassenden Systems und dem seiner eigenen Elemente.
In Integrationsprozessen nimmt in der Regel der Grad der Individualität von Systemen zu und der ihrer Elemente ab (Integration (Philosophie)). Die Verabsolutierung der Individualität, besonders des einzelnen Menschen, wird als Individualismus bezeichnet.
Im Sinne der oben genannten Auffassung vom Individuum kann man jedoch auch andere Verabsolutierungen der Individualität (z. B. einer territorialen Einheit, einer Berufsgruppe, eines Volkes, einer Nation, der menschlichen Zivilisation auf der Erde) als verschiedene Formen des Individualismus auffassen. Daraus ergibt sich auch die Staatsräson.

## Biologie

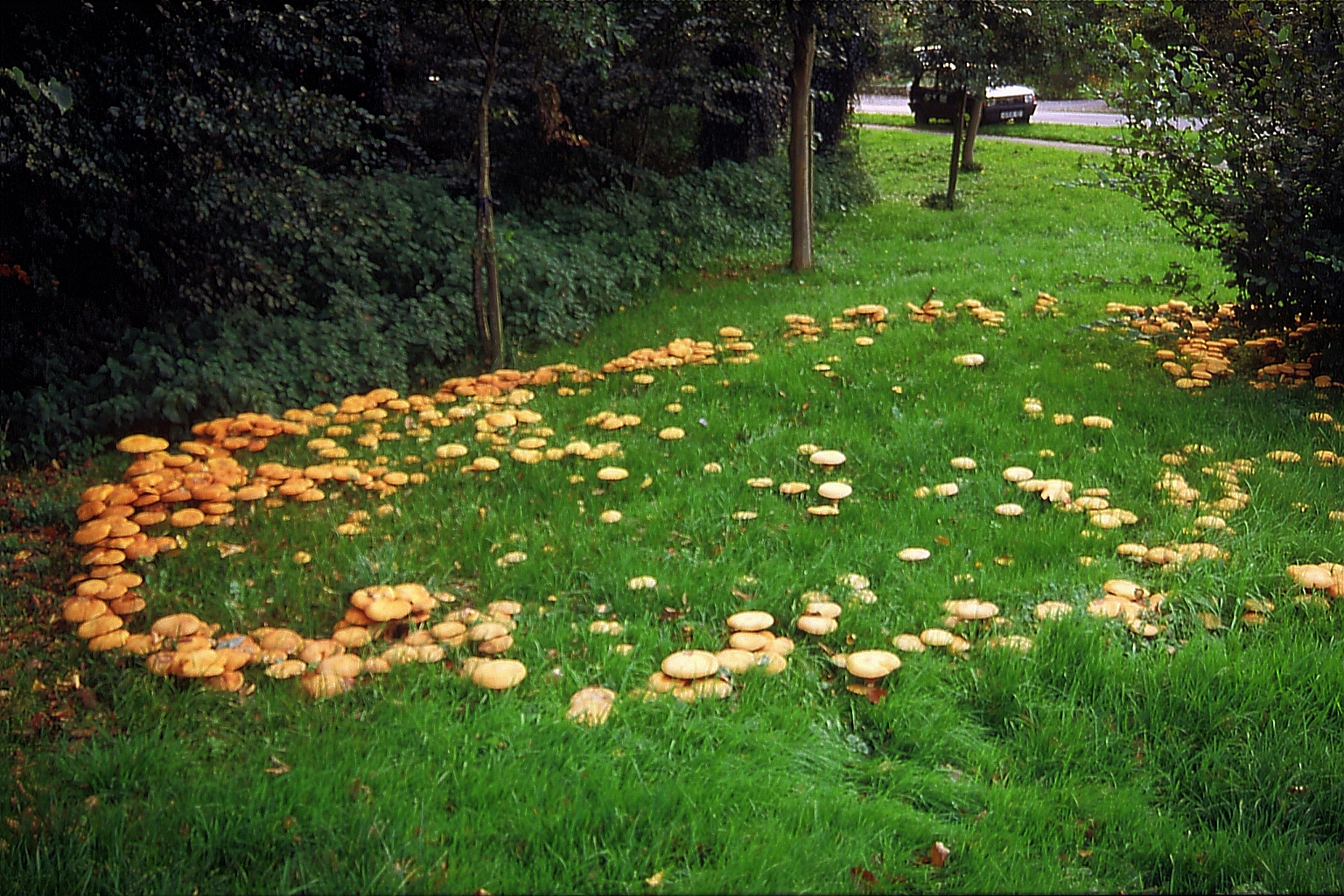
Ein Individuum oder viele? Solche Fruchtkörper, landläufig als viele verschiedene Pilze aufgefasst, entstammen demselben Mycel, sind also genetisch alle derselbe Pilz

In der Biologie existiert keine allgemein akzeptierte, umfassende Definition von Individuen (der Ausdruck entspricht weitgehend den Begriffen Organismen und Lebewesen, verstanden als individuelle Träger der Eigenschaft „lebendig sein“, Leben). Dies liegt daran, dass es zahlreiche Grenz- und Zweifelsfälle gibt, deren Natur je nach verwendeter Definition schwankt. 
Dies betrifft etwa Kolonien von Einzelorganismen wie Staatsquallen und andere modular aufgebaute Organismen. Da auch jeder Einzelorganismus wiederum modular aufgebaut ist (aus Organen und Zellen) ist die hierarchische Abgrenzung manchmal schwierig. Einige Biologen betrachten sogar die Staaten eusozialer Tierarten wie Ameisen als Individuen, die einen Superorganismus bilden. Auch die Grenze eines Individuums kann schwer definierbar sein. Pilze bilden beispielsweise ein Myzel im Boden ohne definierte Gestalt oder Abgrenzung, so dass die Grenze eines Individuums definitionsabhängig willkürlich ist. Ein weiteres Problem ergibt sich aus dem engen Zusammenleben verschiedener Organismen in Symbiose, oft ist bei Endosymbiosen der Endosymbiont ohne seinen Wirt, und umgekehrt, nicht mehr lebensfähig, so dass einige Biologen diese dem Individuum zuschlagen. Als Kriterien für ein Individuum wurden etwa angeführt: anatomische und physiologische Unabhängigkeit; einheitliche Entwicklung (aus derselben Keimzelle, gelegentlich auch aus anderen Diasporen) und Lebenszyklus. Am Einflussreichsten sind aber Definitionen auf genetischer Basis: Demnach wäre ein Individuum gekennzeichnet durch genetische Einheitlichkeit: alle Zellen besitzen, weitgehend, dasselbe Genom, bei genetischer Individualität: verschiedene Individuen sind auch genetisch verschieden. Alle diese Kriterien sind auf verschiedene Arten unterschiedlich gut anwendbar, am besten auf Wirbeltier-Arten, eher schlecht auf viele Pflanzen oder Pilze (vgl. etwa das Konzept des Genets und Ramets). Zumindest die Individuen der meisten Tierarten sind aber funktional integriert, einzelne Teile davon nicht lebensfähig.
Einige Biologen sind der Ansicht, dass das Individuum keine grundlegende Kategorie der Biologie sein muss, und dass es verschiedenen Biologen frei steht, eine Definition zu wählen, sofern sie diese offenlegen. Zumindest die Evolutionsbiologie ist aber auf eine Definition zwingend angewiesen, da Individuen als Einheiten der Selektion wirken und grundlegende Konzepte wie das der Population ohne Individuen keinen Sinn ergeben.

## Individuum und Masse
Mit dem Heraufkommen der besonderen Bedeutung „eines jeden“ Individuums entstanden Begriffe wie Masse und Persönlichkeit. Individuen werden ohne soziale Einbindung zur „einsamen Masse“, wie der Soziologe David Riesman es nannte. Einen Aufstand der Massen diagnostizierte der spanische Philosoph José Ortega y Gasset. Er erfolgt aus der Vereinigung der zu Individuen Vereinzelten.
Unter einer Persönlichkeit versteht man im Allgemeinen ein Individuum, dem es gelungen ist, sich aus der Masse zu erheben. So sieht denn die Kritik am Individualismus zwei Möglichkeiten: Das anonyme Aufgehen des Einzelnen in der Masse, die unter Umständen von kollektivistischen Bewegungen organisiert werden und dann geschichtsträchtig werden können. Die andere Möglichkeit ist die Höherentwicklung des Individuums zur eigenständigen, emanzipierten Persönlichkeit.
Daraus ergeben sich zwei Bewegungsrichtungen. Eine optimistische unterstellt, dass sich die meisten Individuen zur Persönlichkeit weiterentwickeln können und der Individualismus daher ein Fortschritt auf dem Weg zu einer besseren Gesellschaft ist. Die entgegengesetzte pessimistische unterstellt, dass die Individuen dies nicht schaffen, sondern als Masse lediglich Spielball einer Minderheit sind bzw. werden oder von Demagogen ausgenutzt werden, der Individualismus daher eine Fehlentwicklung sei.

## Logik
In der modernen Logik wird unter einem Individuum jedes Objekt außerhalb und innerhalb des Bewusstseins bezeichnet, das Eigenschaften besitzt und irgendwelche Beziehungen aufweist, aber nicht selbst Eigenschaft oder Beziehung bildet.
Die Individuen in diesem allgemeinen und abstrakten Sinne mit ihren Eigenschaften und Beziehungen konstituieren Individuenbereiche, auf die sich die logischen Ausdrücke, Aussagen u. a. beziehen. Da die logischen Gesetze im Allgemeinen für beliebige (nicht leere) Individuenbereiche gelten, wird üblicherweise nicht näher bestimmt, welcher Natur diese Individuen sind. Hängt die Gültigkeit eines logischen Gesetzes von der Anzahl der Individuen ab, die dem zugrunde liegenden Individuenbereich angehören, so wird nur diese Anzahl angegeben. Der Begriff des Individuums gehört zu den Grundbegriffen der modernen Logik, die in ihrem Rahmen als indefiniert angenommen werden und auch dort gar nicht definiert werden können.
Bei Anwendungen der Logik muss jedoch genau bestimmt werden, was im Rahmen des betrachteten Individuenbereichs als Individuum anzusehen ist. Wird insbesondere die Unterscheidung zwischen den Individuen einerseits und den ihnen zukommenden Eigenschaften und Beziehungen andererseits nicht streng eingehalten, besteht die Gefahr des Auftretens logischer, d. h. syntaktischer Antinomien. Im Rahmen verschiedener Anwendungen der Logik kann allerdings ein und dasselbe Objekt einmal als Individuum, ein anderes Mal als Eigenschaft angesehen werden. Will man z. B. gewisse Eigenschaften und ihre Beziehungen untersuchen, ohne ihre Beziehungen zu den Individuen, deren Eigenschaften sie sind, ebenfalls zu berücksichtigen, dürfen sie wie Individuen und dürfen ihre Eigenschaften und Beziehungen wie solche erster Stufe behandelt werden.
Der Vorteil dieser Verfahrensweise besteht darin, dass man nicht von der Stufenlogik mitsamt den mit ihr verbundenen Schwierigkeiten Gebrauch machen muss, sondern mit der wesentlich einfacheren Prädikatenlogik der ersten Stufe auskommt. In Darstellungen der Prädikatenlogik verwendet man Individuenvariable, um Existential- oder Allaussagen über die Individuen des entsprechenden Individuenbereichs treffen zu können. Bei Anwendungen der Logik muss man eventuell auch Individuenkonstante einführen.